# Hebeloma hetieri
Hebeloma hetieri là một loài nấm ở Hymenogastraceae.